# Kulturåret 1817

## Händelser
- 16 februari – Dorothea Dunckels pjäs Förlofningen har urpremiär på Aurora ordens teater[1].
- okänt datum – Filippo Taglioni utses till balettmästare vid Kungliga Baletten.
- okänt datum – Justina Casagli, Elisabet Frösslind, Anna Sofia Sevelin och Jeanette Wässelius associéer i Kungliga Musikaliska Akademien; Gustaf Fredrik Wirsén blir fullvärdig medlem.

## Nya verk
- Vladimir den store av Erik Johan Stagnelius

## Födda
- 22 februari
  - Niels W. Gade (död 1890), dansk tonsättare.
  - Ottilie Wildermuth (död 1877), tysk författare.
- 23 februari – George Frederick Watts (död 1904), brittisk målare och skulptör.
- 2 mars – János Arany (död 1882), ungersk författare, journalist och översättare.
- 24 mars – Fritz von Dardel (död 1901), svensk överintendent, militär, målare och tecknare.
- 26 juni – Branwell Brontë (död 1848), brittisk konstnär.
- 12 juli – Henry David Thoreau (död 1862), amerikansk författare och filosof.
- 29 augusti – John Leech (död 1864), brittisk konstnär och satiriker.
- 14 september – Theodor Storm (död 1888), tysk författare.
- 2 oktober
  - Gunnar Wennerberg (död 1901), ämbetsman, politiker, skald och tonsättare.
  - Hans Gasser (död 1868), österrikisk bildhuggare.
- 14 oktober – Tore Billing (död 1892), svensk landskapsmålare.
- 30 november – Theodor Mommsen (död 1903), tysk historiker och nobelpristagare i litteratur 1902.
- 12 december – Christian Wilhelm Steendorff (död 1904), dansk målare.
- okänt datum – Luigi Amici (död 1897), italiensk skulptör.

## Avlidna
- 8 mars – Anna Maria Lenngren (född 1754), svensk författare.
- 2 april – Johann Heinrich Jung-Stilling (född 1740), tysk mystisk skriftställare.
- 14 juli – Germaine de Staël (född 1766), fransk författare.
- 28 juli – Jane Austen (född 1775), brittisk författare.